# Naissance en 1934
Naissance
- 1930
- 1931
- 1932
- 1933
- 1934
- 1935
- 1936
- 1937
- 1938

Cette page dresse une liste de personnalités nées au cours de l'année 1934 présentée dans l'ordre chronologique.
La liste des personnes référencées dans Wikipédia est disponible dans la page de la Catégorie: Naissance en 1934.

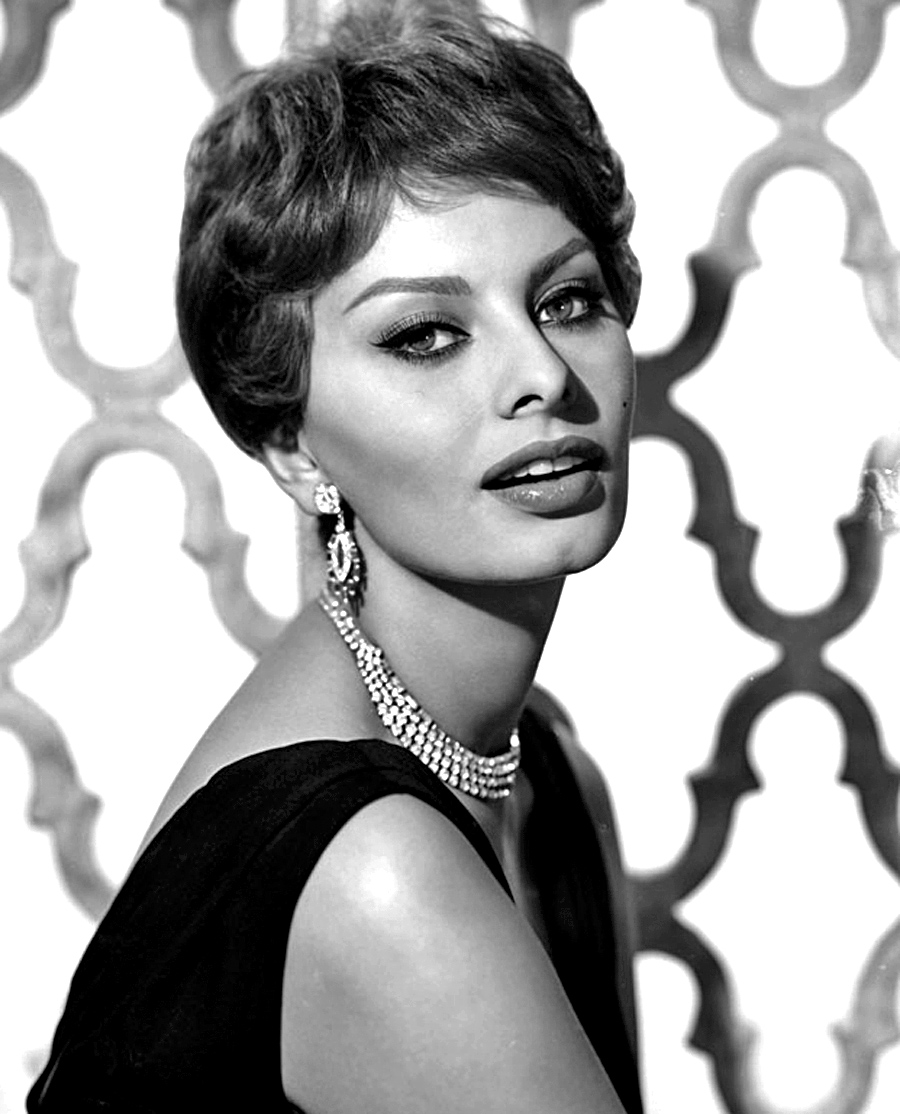
Sophia Loren en 1959.

## Janvier
- 1er janvier :
  - Prafulla Dahanukar, artiste peintre indienne († 1er mars 2014).
  - René Farabet, auteur dramatique, metteur en scène et producteur de radio français († 20 juin 2017).
  - Rose Bernadette Rébienot Owansango, tradipraticienne gabonaise  († 21 janvier 2021).
- 2 janvier : René Monié, joueur de rugby à XV français († 17 août 2022).
- 3 janvier : Pierre Beetschen, footballeur franco-suisse († 11 octobre 2017).
- 4 janvier :
  - Hellmuth Karasek, journaliste et écrivain allemand († 29 septembre 2015).
  - Guillermo Velasquez, arbitre de football colombien († 26 juin 2017).
  - Zourab Tsereteli, artiste russe et géorgien († 22 avril 2025).
- 5 janvier : 
  - Antoni Pitxot, peintre espagnol († 12 juin 2015).
  - Parviz Varjavand, archéologue iranien († 10 juin 2007).
- 6 janvier : Ange Roussel, coureur cycliste français († 17 janvier 2018).
- 7 janvier : Ferenc Kovács, footballeur hongrois († 30 mai 2018).
- 8 janvier :
  - Jacques Anquetil, coureur cycliste français († 18 novembre 1987).
  - Roy Kinnear, acteur anglais († 20 septembre 1988).
- 10 janvier :
  - Alain Paul Bonnet, homme politique français († 7 février 2017).
  - Leonard Boswell, homme politique américain († 17 août 2018).
  - Leonid Kravtchouk, homme politique ukrainien, 1er président de l'Ukraine indépendante († 10 mai 2022).
  - Abdelkader Zerrar, joueur et entraîneur de football algérien († 19 avril 2013).
- 11 janvier : 
  - Jean Chrétien, premier ministre du Canada.
  - Antonio Seguí, artiste peintre et sculpteur argentin († 26 février 2022).
  - Mitchell Ryan, acteur américain († 4 mars 2022).
- 13 janvier : Denise Guénard, athlète française, spécialiste des épreuves combinées († 23 mai 2017).
- 14 janvier :
  - Richard Briers, acteur britannique († 17 février 2013).
  - Pierre Darmon, joueur de tennis français.
- 15 janvier :
  - Mbaye Jacques Diop, homme politique sénégalais († 11 septembre 2016).
  - Lee O-young, auteur et critique sud-coréen († 26 février 2022).
  - Ephraim Stern, archéologue israélien († 23 mars 2018).
- 16 janvier :
  - Marcel-Pierre Cléach, homme politique français († 18 mars 2019).
  - József Gyuricza, escrimeur et maître d'armes hongrois († 11 mars 2020).
- 17 janvier :
  - Fabien Eboussi Boulaga, philosophe camerounais († 13 octobre 2018).
  - Zlatko Papec, footballeur yougoslave puis croate († 3 février 2013).
  - Sydney Schanberg, journaliste américain († 9 juillet 2016).
  - Cedar Walton, pianiste de jazz américain († 19 août 2013).
- 18 janvier : Raymond Briggs, illustrateur, dessinateur et écrivain anglais († 9 août 2022).
- 19 janvier :
  - Rita Renoir, comédienne française († 4 mai 2016).
  - John Richardson, acteur britannique († 5 janvier 2021).
  - Lloyd Robertson, animateur de télévision canadien.
- 20 janvier : 
  - Helena Araújo, écrivain, critique littéraire et professeur internationale de littérature latino-américaine († 2 février 2015).
  - Tom Baker, acteur britannique.
- 21 janvier :
  - Mamadou Dembélé, médecin et homme d'État malien († 9 octobre 2016).
  - Alfonso Portugal, joueur et entraîneur de football mexicain († 12 juin 2016).
- 22 janvier : Bill Bixby, acteur, réalisateur et producteur américain († 21 novembre 1993).
- 23 janvier :
  - Pierre Bourgault, homme politique québécois († 16 juin 2003).
  - Carmine Caridi, acteur américain († 28 mai 2019).
  - Michel Jeury, écrivain français († 9 janvier 2015).
- 24 janvier : Pierre Minvielle, écrivain français († 1er janvier 2018).
- 26 janvier :
  - Numa Broc, géographe français († 12 mars 2017).
  - Fernando Cardenal, prêtre catholique jésuite et homme politique nicaraguayen († 20 février 2016).
  - Roger D. Landry, militaire et homme d'affaires canadien († 1er février 2020).
  - Émile Louis, tueur en série français, responsable des disparues de l'Yonne († 20 octobre 2013).
- 27 janvier : Édith Cresson, femme politique française.
- 28 janvier : Colette Guillaumin, sociologue française et militante antiraciste et féministe († 10 mai 2017).
- 29 janvier :
  - Noel Harrison, chanteur, acteur et skieur britannique († 19 octobre 2013).
  - Guy Nadon, batteur et percussionniste de jazz canadien († 9 octobre 2016)
- 30 janvier :
  - Tammy Grimes, actrice de cinéma, de télévision, de théâtre et chanteuse américaine († 30 octobre 2016).
  - Giovanni Battista Re, cardinal italien, préfet de la Congrégation des évêques.
- 31 janvier :
  - Marwan Kassab Bachi, peintre syrien († 23 octobre 2016).
  - James Franciscus, acteur et producteur américain († 8 juillet 1991).
  - Bobby Lee Trammell, musicien et homme politique américain († 20 février 2008).
  - Georges Weill, archiviste et historien français († 13 juin 2022).
  - Mohammad-Taqi Mesbah Yazdi, homme politique iranien († 1er janvier 2021).

## Février
- 1er février : Enrique Ribelles, footballeur espagnol († 19 mars 2014).
- 2 février :
  - Haripal Kaushik, joueur de hockey sur gazon indien († 25 janvier 2018).
  - Bosse Larsson, présentateur de télévision suédois († 12 juillet 2015).
- 3 février : Abdelmadjid Alahoum, militaire et homme politique algérien († 7 septembre 1996).
- 4 février : 
  - Fernando Manzaneque, coureur cycliste espagnol († 5 juin 2004).
  - Stanislas Adotevi, philosophe et homme politique béninois († 7 février 2024).
- 5 février : 
  - Don Cherry, joueur et entraîneur-chef de hockey sur glace canadien.
  - Hank Aaron, joueur de baseball américain († 22 janvier 2021).
- 6 février :
  - Roger Becker,  joueur de tennis britannique († 6 novembre 2017).
  - József Bielek, homme politique hongrois († novembre 2008).
  - Marty Sklar, homme d'affaires américain († 27 juillet 2017).
- 7 février : 
  - Gérard Bourbotte, footballeur français († 25 juin 2016).
  - Juan Vallejo Corona, tueur en série américain d’origine mexicaine († 4 mars 2019).
  - Mourtaza Rakhimov, homme politique russe, ancien président de la république de Bachkirie († 11 janvier 2023).
- 8 février : Claude Lepelley, historien français († 31 janvier 2015).
- 9 février :
  - François Milazzo, footballeur français († 12 janvier 1967).
  - John Ziegler, dirigeant sportif américain († 24 octobre 2018).
- 10 février : Fleur Adcock, poétesse néo-zélandaise († 10 octobre 2024).
- 11 février :
  - Manuel Noriega, militaire et homme d'État panaméen († 29 mai 2017).
  - John Surtees, pilote motocycliste et automobile britannique († 10 mars 2017).
  - Maryse Condé, écrivaine française d'origine († 2 avril 2024).
- 12 février :
  - Michel Clos, peintre français († 19 février 2015).
  - Enrique Metinides, photographe mexicain († 10 mai 2022).
  - Bill Russell, joueur de basket-ball professionnel américain († 31 juillet 2022).
- 13 février : George Segal, acteur américain († 23 mars 2021).
- 14 février :
  - Florence Henderson, actrice américaine († 24 novembre 2016).
  - Herwig Wolfram, historien autrichien.
  - Jimmy Cayne, homme d'affaires américain († 28 décembre 2021).
- 15 février : 
  - Hachemi Rafsandjani, homme politique iranien († 8 janvier 2017).
  - Niklaus Wirth, informaticien suisse († 1er janvier 2024.
  - Gérard Chaliand, géopolitologue et historien français († 20 août 2025).
- 17 février :
  - Alan Bates, acteur britannique († 27 décembre 2003).
  - Sylvain Bemba, romancier, dramaturge, essayiste, journaliste et musicien congolais († 8 juillet 1995).
  - Bengt Nilsson, athlète suédois, spécialiste du saut en hauteur († 11 mai 2018).
  - Étienne Ritter, peintre français († 19 novembre 1994).
- 18 février : 
  - Audre Lorde, essayiste et poétesse américaine militante († 17 novembre 1992).
  - Paco Rabanne, couturier français d'origine espagnole († 3 février 2023).
- 19 février : Pierre Barouh, auteur-compositeur-interprète, acteur et producteur français († 28 décembre 2016).
- 20 février :
  - François Konter,  footballeur international puis entraîneur luxembourgeois († 29 août 2018).
  - Bobby Unser, automobile américain († 2 mai 2021).
- 21 février : Kjell Bäckman, patineur de vitesse suédois († 9 janvier 2019).
- 23 février :
  - Augusto Algueró, compositeur de chansons et chef d'orchestre espagnol († 16 janvier 2011).
  - Masuo Ikeda, peintre, illustrateur, sculpteur, céramiste, imprimeur d'estampes, romancier et réalisateur japonais († 8 mars 1997).
  - Phan Huy Le, historien et professeur d'université vietnamien († 23 juin 2018).
  - Keijo Korhonen, professeur, homme politique et ambassadeur finlandais († 7 juin 2022).
  - Jacques Séguéla, publicitaire et pharmacien français.
- 24 février :
  - Bettino Craxi, homme politique italien († 19 janvier 2000).
  - Flemming Nielsen, joueur de football international danois († 16 novembre 2018).
- 25 février :
  - Bernard Bresslaw, acteur anglais († 11 juin 1993).
  - Juvenal Juvêncio, homme d'affaires et dirigeant sportif brésilien († 9 décembre 2015).
- 26 février : 
  - José Luis Cuevas, peintre, muraliste, graveur, sculpteur et illustrateur mexicain († 3 juillet 2017).
  - Mohammed Lakhdar-Hamina, acteur algérien († 23 mai 2025).
- 27 février : 
  - Van Williams, acteur américain († 29 novembre 2016).
  - N. Scott Momaday, auteur et universitaire américain († 24 janvier 2024).
- 28 février :
  - Jean-Claude Ganga, homme politique et responsable sportif congolais († 28 mars 2020).
  - Giorgio Gomelsky, réalisateur, imprésario et producteur suisse († 13 janvier 2016).
  - Bud Luckey, animateur, dessinateur, chanteur, musicien, compositeur et acteur américain († 24 février 2018).
  - Ronnie Moran, joueur puis entraîneur de football anglais († 22 mars 2017).

## Mars
- 1er mars : Jean-Michel Folon, peintre belge († 20 octobre 2005).
- 2 mars :
  - Robert Batailly, homme politique français († 27 novembre 2017).
  - André Le Menn, footballeur français († 13 février 2010).
- 3 mars : Laurent Laplante, journaliste et écrivain québécois († 15 mars 2017).
- 4 mars :
  - Gabriel Fragnière, philosophe et professeur suisse († 9 septembre 2015).
  - Guy Kédia, journaliste sportif français d'origine géorgienne († 23 juillet 2016).
  - Laila Sinikka Halme, chanteuse finlandaise († 28 novembre 2021).
- 5 mars : 
  - Bob Skoronski, joueur américain de football américain († 30 octobre 2018).
  - Daniel Kahneman, psychologue et économiste israélo-américain († 27 mars 2024).
- 6 mars :
  - Jean Castarède, économiste écrivain, essayiste et éditeur français († 12 mai 2015).
  - Marie-France Garaud, femme politique française († 22 mai 2024).
- 7 mars : Raymond Segré, comédien et peintre français († 14 juin 2021).
- 8 mars :
  - John McLeod, compositeur écossais († 24 mars 2022).
  - Francisco Rodriguez Garcia, footballeur international espagnol († 17 mai 2022).
- 9 mars :
  - Youri Gagarine, cosmonaute russe, premier homme dans l'espace († 27 mars 1968).
  - Haruko Wakita,  universitaire et éditrice japonaise († 27 septembre 2016).
  - Mihai Volontir, acteur soviétique, puis moldave († 15 septembre 2015).
- 10 mars : Fujiko Fujio A, mangaka japonais († 7 avril 2022).
- 11 mars :
  - Gipo Farassino, chanteur et homme politique italien († 11 décembre 2013).
  - Maurice Matieu, peintre, éditeur et écrivain français († 17 juin 2017).
  - Charles Wyndham Goodwyn, philatéliste britannique († 10 juin 2015).
- 12 mars : Ragnar von Holten, peintre, graveur, illustrateur et conservateur de musée suédois († 26 septembre 2009).
- 13 mars : 
  - Osvaldo Silva, footballeur brésilien († 15 août 2002).
  - Jacques Villain, physicien français († 12 juin 2022).
- 14 mars :
  - Eugene Cernan, astronaute américain († 16 janvier 2017).
  - Robert Guinan, peintre américain († 3 avril 2016).
  - Shirley Scott, organiste de jazz américaine († 10 mars 2002).
  - Dionigi Tettamanzi, cardinal italien, archevêque de Milan († 5 août 2017).
- 15 mars :
  - Nello Fabbri, coureur cycliste italien († 30 janvier 2020).
  - Bernard Roy, chercheur français († 28 octobre 2017).
- 16 mars :
  - Ramon John Hnatyshyn, gouverneur général du Canada († 18 décembre 2002).
  - Omar Khlifi, réalisateur, scénariste et producteur de cinéma tunisien († 30 décembre 2017).
- 18 mars : 
  - Guy Hatchi, footballeur français († 7 juillet 2017).
  - Charley Pride, chanteur, musicien et joueur de baseball américain († 12 décembre 2020).
  - Pietro Rizzuto, homme politique canadien († 3 août 1997).
- 20 mars : Peter Berling, acteur de cinéma et écrivain allemand († 21 novembre 2017).
- 21 mars :
  - Al Freeman Jr., acteur américain († 9 août 2012).
  - Edgar Maalouf, homme politique et militaire libanais († 28 décembre 2018).
  - Claude Massé, artiste français, promoteur de l'art brut († 3 janvier 2017).
  - Jean-Marie Queneau, peintre, graveur et éditeur français († 16 février 2022).
- 22 mars : Orrin Hatch, homme politique américain et sénateur des États-Unis pour l'Utah de 1977 à 2019 († 23 avril 2022).
- 23 mars :
  - Ludvig Faddeev, physicien et mathématicien soviétique puis russe († 26 février 2017).
  - Géri, dessinateur belge de bande dessinée († 3 février 2015).
  - Per Gillbrand, ingénieur suédois spécialisé en industrie automobile († 30 novembre 2016).
  - Martin Pelser, joueur de rugby international sud-africain († 15 août 2018).
- 24 mars :
  - Jean-Louis David, coiffeur et entrepreneur français († 3 avril 2019).
  - Guy Hernas, footballeur français († 6 août 1998).
  - Ryszard Zub, escrimeur polonais († 11 janvier 2015).
- 26 mars : Alan Arkin, acteur, chanteur et réalisateur américain († 29 juin 2023).
- 27 mars :
  - István Csurka, homme politique, journaliste et écrivain hongrois († 4 février 2012).
  - Jutta Limbach, personnalité politique, juriste et universitaire allemande († 10 septembre 2016).
  - Arthur Mitchell, danseur et chorégraphe de ballet afro-américain († 19 septembre 2018).
- 28 mars : Kazimír Gajdoš, footballeur tchécoslovaque puis slovaque († 9 novembre 2016).
- 29 mars :
  - Jean Anciant, professeur agrégé de techniques économiques de gestion et homme politique français († 31 mars 2017).
  - Karl-Heinz Marotzke, entraîneur allemand de football († 28 juillet 2022).
- 31 mars :
  - Richard Chamberlain, acteur américain († 29 mars 2025).
  - Grigori Nelioubov, cosmonaute soviétique († 18 février 1966).

## Avril
- 1er avril : 
  - Jim Ed Brown, chanteur américain de country († 11 juin 2015).
  - Léon Engulu Baangampongo Bakokele Lokanga, homme politique congolais (RDC) († 4 février 2023).
- 2 avril :
  - Shirley Douglas, actrice canadienne († 5 avril 2020).
  - Brian Glover, acteur et scénariste britannique († 24 juillet 1997).
  - Richard Portman, ingénieur du son américain († 28 janvier 2017).
- 3 avril :
  - Jane Goodall, éthologue et anthropologue britannique.
  - Lars-Eric Lundvall, joueur de hockey sur glace suédois († 8 avril 2020).
- 4 avril : Isidore de Souza, prêtre catholique béninois († 13 mars 1999).
- 5 avril :
  - Roman Herzog, homme d'État allemand († 10 janvier 2017).
  - Agustí Montal Costa, économiste et chef d'entreprise espagnol († 22 mars 2017).
  - Stanley Turrentine, saxophoniste de jazz américain († 12 septembre 2000).
- 6 avril :
  - Anton Geesink, judoka néerlandais († 27 août 2010).
  - Horace Tapscott, pianiste et compositeur de jazz américain († 27 février 1999).
  - Willie Toweel, boxeur sud-africain († 25 décembre 2017).
- 7 avril :
  - Claude Latron, footballeur français († 1er juin 1982).
  - Antonio Ruiz-Pipó, compositeur de musique classique, pianiste et musicologue espagnol naturalisé français († 17 octobre 1997).
- 8 avril : Keita Omar Barrou, footballeur malien († 25 juin 2015).
- 9 avril : Marc Côte, géographe français († 27 mars 2022).
- 10 avril : Emília Barreto, Miss Brésil 1955 († 4 février 2022).
- 11 avril :
  - Raymond Barthelmebs, footballeur français († 12 octobre 2011).
  - Richard Karron, acteur américain († 1er mars 2017).
  - Jean Lanzi, journaliste et présentateur de télévision français († 9 octobre 2018).
- 13 avril : Marc Saturnin Nan Nguéma, économiste et homme politique gabonais († 7 novembre 2012).
- 14 avril :
  - Jean-Claude Chauray, peintre français († 14 juillet 1996).
  - Geórgios Roméos, homme politique grec († 24 février 2023).
- 15 avril : David Herd, footballeur écossais († 1er octobre 2016).
- 16 avril : Robert Stigwood, producteur de cinéma australien, fondateur des labels Reaction Records et RSO Records († 4 janvier 2016).
- 18 avril :
  - James Drury, acteur américain († 6 avril 2020).
  - Pedro Tenorio, homme politique américain († 21 mai 2018).
- 19 avril : Jean Ziegler, écrivain et homme politique suisse.
- 20 avril  :
  - Robert DoQui, acteur américain († 9 février 2008).
  - Robert George Wilmers, banquier milliardaire américain († 16 décembre 2017).
- 21 avril :
  - Meron Benvenisti, spécialiste en sciences politiques et homme politique israélien († 20 septembre 2020).
  - William J. McDonough, banquier américain († 23 janvier 2018).
- 22 avril :
  - Dolors Altaba, écrivaine espagnole.
  - Ahmad NikTalab, poète, soufi, auteur et linguiste iranien († 3 mars 2020).
- 24 avril : 
  - Marc Gilbert, journaliste français († 6 novembre 1982).
  - Jayakanthan, écrivain tamoul, essayiste, journaliste, pamphlétaire, réalisateur de films et critique († 8 avril 2015).
  - Shirley MacLaine, actrice américaine.
- 26 avril : Esteban Sánchez, pianiste et compositeur espagnol († 3 février 1997).
- 27 avril : Loïc Dubigeon, illustrateur, peintre et styliste français († 27 janvier 2001).
- 28 avril : Lois Duncan, romancière et journaliste américaine († 15 juin 2016).
- 29 avril : Akira Takarada, acteur japonais († 14 mars 2022).

## Mai
- 1er mai : Cuauhtémoc Cárdenas, homme politique mexicain.
- 2 mai : Etienne Vermeersch, philosophe belge († 18 janvier 2019).
- 3 mai :
  - Willy Diméglio, homme politique français († 26 mars 2020).
  - Georges Moustaki, chanteur français († 23 mai 2013).
  - Armand Sinko, peintre figuratif français († 5 mars 2012).
- 4 mai :
  - Mehmet Genç, historien turc († 18 mars 2021).
  - Harry Fujiwara, catcheur et manager de catch américain († 28 août 2016).
  - Joseph Planckaert, coureur cycliste belge († 22 mai 2007).
- 5 mai : 
  - Ace Cannon, saxophoniste américain († 6 décembre 2018).
  - Henri Konan Bédié, homme d'État ivoirien, président de la république de Côte d'Ivoire de 1993 à 1999 († 1er août 2023).
- 6 mai :
  - Guy Chaty, écrivain, poète et chercheur en informatique français († 7 avril 2020).
  - Hans Junkermann, coureur cycliste allemand († 11 avril 2022).
- 7 mai : 
  - Alfred Rüegg, coureur cycliste suisse († 24 avril 2010).
  - Ágota Sebő, nageuse hongroise
- 8 mai : Nelie Smith, joueur de rugby à XV sud-africain († 2 mai 2016).
- 10 mai : 
  - Ilijas Pašić, footballeur yougoslave († 2 février 2015).
  - Joseph Ngatchou Hagoua, homme politique camerounais.
- 11 mai : Noël Favrelière, sous-officier parachutiste de l'armée française  († 11 novembre 2017).
- 14 mai :
  - Eric Caldow,  footballeur  international puis entraîneur écossais († 4 mars 2019).
  - Félix Tonye Mbog, homme politique camerounais († 2 juillet 2022).
  - Dieter Stern, joueur d'échecs allemand († 15 septembre 2011).
- 16 mai : Suzanne Lapointe, chanteuse, comédienne et animatrice de télévision québécoise († 2 janvier 2015).
- 17 mai : 
  - George Karpati, neurologue canadien († 6 février 2009).
  - Friedrich-Wilhelm Kiel, homme politique allemand († 4 avril 2022).
  - Françoise Malaprade, peintre française.
- 18 mai :
  - Marcel Herriot, évêque catholique français († 14 septembre 2017).
  - Michel Tylinski, footballeur français († 22 mars 2003).
- 19 mai : Jim Lehrer, journaliste, animateur de télévision et écrivain américain († 23 janvier 2020).
- 20 mai :
  - Alfons Schilling, peintre, photographe, dessinateur et performeur suisse et autrichien († 19 juin 2013).
  - Tonino Valerii, réalisateur et scénariste italien († 13 octobre 2016).
- 25 mai :
  - Kinya Aikawa, acteur japonais († 15 avril 2015).
  - Heng Samrin, homme politique cambodgien.
- 27 mai :
  - Harlan Ellison, écrivain américain de science-fiction († 28 juin 2018).
  - Tarcisio Merati, peintre italien († 22 octobre 1995).
- 28 mai : Les sœurs Dionne, les premières quintuplées connues, canadiennes.
- 29 mai : Jef Geys, artiste conceptuel belge († 12 février 2018).
- 30 mai :
  - Alexeï Leonov, cosmonaute soviétique († 11 octobre 2019).
  - Michel Rouche, historien et professeur émérite des universités français († 5 décembre 2021).
  - Pete Turner, photographe américain († 18 septembre 2017).

## Juin
- 1er juin : Peter Masterson, acteur et réalisateur américain († 18 décembre 2018).
- 2 juin : Édgar Perea, homme politique et commentateur sportif colombien († 11 avril 2016).
- 3 juin : Adolf Christian, coureur cycliste autrichien († 8 juillet 1999).
- 4 juin :
  - Pierre Eyt, cardinal français, archevêque de Bordeaux († 11 juin 2001).
  - Carl Fredrik Reuterswärd, artiste et écrivain suédois († 3 mai 2016).
  - Robert Vernet-Bonfort, artiste, peintre et lithographe français († 16 mai 2017).
- 5 juin :
  - Antoine Faivre, historien français de l'ésotérisme († 19 décembre 2021).
  - Ralph Rumney, peintre britannique († 6 mars 2002).
- 6 juin :
  - Albert II de Belgique, sixième roi des Belges, prince de Liège.
  - Ülkü Erakalın, producteur, réalisateur et acteur turc († 6 avril 2016).
- 10 juin : Alois Mock, homme politique autrichien († 1er juin 2017).
- 11 juin :
  - Henri de Laborde de Monpezat, prince-consort du Danemark († 13 février 2018).
  - Facinet Touré, homme politique guinéen († 14 juin 2021).
  - Jerry Uelsmann, photographe américain († 4 avril 2022).
- 12 juin : Michel Vuibert, homme politique français († 31 juillet 2022).
- 14 juin :
  - Christopher Lehmann-Haupt, journaliste, critique littéraire et romancier américain († 7 novembre 2018).
  - Arnaud Marquesuzaa, joueur international de rugby à XV français († 29 février 2020).
  - Mieke Telkamp, chanteuse néerlandaise († 20 octobre 2016).
- 15 juin :
  - Rubén Aguirre, acteur comique mexicain († 17 juin 2016).
  - Guy Bedos, acteur et humoriste français († 28 mai 2020).
  - Hettie Jones, autrice américaine († 13 août 2024).
  - André Mallabrera, ténor français († 29 septembre 2017).
  - Peter Zinsli, joueur et compositeur de schwyzoise suisse († 3 décembre 2011).
- 16 juin :
  - Bill Cobbs, acteur américain († 25 juin 2024).
  - Francisco Contreras, joueur de tennis mexicain († 12 juillet 2022).
  - Fernand Foisy, syndicaliste et écrivain canadien († 1er septembre 2018).
- 17 juin : Charles Level, auteur-compositeur-interprète français († 25 octobre 2015).
- 18 juin :
  - Gladstone Anderson, chanteur et pianiste jamaïcain († 3 décembre 2015).
  - Pavle Dešpalj, chef d'orchestre et compositeur yougoslave puis croate († 16 décembre 2021).
- 19 juin : Gérard Latortue, homme d'État haïtien († 27 février 2023).
- 20 juin :
  - Alain Bancquart, compositeur français († 27 janvier 2022).
  - Terrence Evans, acteur américain († 7 août 2015).
  - Graham Leggat, joueur et entraîneur de football écossais († 29 août 2015).
  - Moje Menhardt, peintre autrichienne.
  - Rossana Podestà, actrice italienne († 10 décembre 2013).
  - Rius, dessinateur et écrivain mexicain († 8 août 2017).
  - Anne Sylvestre, auteur-compositeur-interprète et chanteuse française († 30 novembre 2020).
- 21 juin : 
  - Jim Hawkes, homme politique canadien († 9 mai 2019).
  - Wulf Kirsten, poète et éditeur allemand († 14 décembre 2022).
- 22 juin : Wojciech Solarz, acteur, réalisateur et scénariste, polonais.
- 23 juin : 
  - Joseph Zenon Daigle, avocat et homme politique canadien.
  - Jesse White, homme politique américain.
- 24 juin : 
  - Jean-Pierre Ferland, chanteur québécois († 27 avril 2024).
  - Ghislain Hiance, homme politique belge († 19 octobre 2017).
- 25 juin :
  - Zwy Milshtein, peintre français d'origine roumaine († 4 février 2020).
  - Jacques Monory, peintre français († 17 octobre 2018).
- 26 juin :
  - Jean-René Farthouat, avocat français († 11 janvier 2020).
  - Toru Goto, nageur japonais.
  - Dominique Rustichelli, footballeur français († 1979).
- 27 juin :
  - Norman Atkins, sénateur et politicien canadien († 29 septembre 2010).
  - Helmut Noll, rameur allemand († 27 novembre 2018).
- 28 juin :
  - Michael Artin, mathématicien américain.
  - Georges Wolinski, dessinateur humoristique français († 7 janvier 2015).
  - Carl Levin, homme politique américain († 29 juillet 2021).
- 29 juin :
  - Corey Allen, réalisateur, acteur, scénariste et producteur américain († 27 juin 2010).
  - Gabriel Bermúdez Castillo, écrivain espagnol († 19 mai 2019).
- 30 juin : 
  - Ursula Bagdasarjanz, violoniste suisse.
  - Vladimír Lodr, joueur et entraîneur de basket-ball tchécoslovaque.
  - Aron Tager, acteur américain († 28 février 2019).

## Juillet
- 1er juillet :
  - Claude Berri, producteur et réalisateur français († 12 janvier 2009).
  - Sydney Pollack, acteur, réalisateur et producteur américain († 26 mai 2008).
  - René-Victor Pilhes, écrivain français († 7 février 2021).
- 2 juillet :
  - Gordan Irović, footballeur yougoslave puis serbe († 1995).
  - Juhani Kala, joueur finlandais de basket-ball.
  - Charles Petitjean, homme politique belge de langue française.
  - Marina Touretskaïa, artiste peintre russe († 13 septembre 2018).
  - Klaus von Beyme, politologue allemand († 6 décembre 2021).
- 4 juillet : 
  - Colin Welland, acteur et scénariste britannique († 2 novembre 2015).
  - Masatoshi Wakabayashi, politicien japonais († 11 novembre 2023).
- 7 juillet : Kedarnath Singh, poète, critique et écrivain indien († 19 mars 2018).
- 8 juillet :
  - Marty Feldman, acteur, scénariste et réalisateur britannique († 2 décembre 1982).
  - Rodney Stark, sociologue des religions américain 21 juillet 2022).
- 9 juillet :
  - Michael Graves, architecte américain († 12 mars 2015).
  - Pierre Perret, auteur-compositeur-interprète français.
  - Guy Thomas, parolier et poète français d'origine belge († 19 janvier 2020).
- 10 juillet :
  - Alfred Biolek, artiste et producteur de télévision allemand († 23 juillet 2021).
  - László Hódi, joueur de basket-ball hongrois naturalisé australien († 26 mai 2023).
  - Marcel Nowak, footballeur français († 24 décembre 1985).
- 11 juillet : 
  - Giorgio Armani, designer italien.
  - Jacques Maugein, homme politique français.
- 12 juillet : Joe Belmont, joueur et entraîneur américain de basket-ball († 6 janvier 2019).
- 13 juillet :
  - Peter Gzowski, journaliste et écrivain († 24 janvier 2002).
  - Alekseï Ielisseïev, cosmonaute soviétique.
  - Gordon Lee, footballeur puis entraîneur britannique († 8 mars 2022).
  - Wole Soyinka, écrivain nigérian.
  - Ladislav Toman, joueur de volley-ball tchécoslovaque puis tchèque  († 10 juillet 2018).
- 14 juillet : Marcel Gotlib dit Gotlib, scénariste et dessinateur de BD français († 4 décembre 2016).
- 15 juillet : Harrison Birtwistle, compositeur britannique († 18 avril 2022).
- 16 juillet : George Hilton, acteur britannique d'origine uruguayenne († 28 juillet 2019).
- 18 juillet :
  - Joan Evans, actrice américaine († 21 octobre 2023).
  - Jean-Michel Sanejouand, peintre et sculpteur français († 18 mars 2021).
- 19 juillet : 
  - René Massat, homme politique français.
  - Hermann Höfer, footballeur allemand († 22 octobre 1996).
- 20 juillet :
  - Gilbert Biessy, homme politique français († 13 octobre 2015).
  - Edmond Polchlopek, coureur cycliste et concepteur de vélos français († 21 août 2004).
- 21 juillet : Tullio Baraglia, rameur d'aviron italien († 23 novembre 2017).
- 22 juillet :
  - Louise Fletcher, actrice américaine († 24 septembre 2022).
  - Leon Rotman, céiste roumain.
- 23 juillet :
  - Nirmala Joshi, religieuse catholique indienne († 23 juin 2015).
  - Brian McDermott, acteur britannique († 5 novembre 2003).
  - Tom Tjaarda, designer automobile américain d’origine néerlandaise († 1er juin 2017).
- 26 juillet :
  - Jean Balland, cardinal français, archevêque de Lyon († 1er mars 1998).
  - Austin Clarke, écrivain canadien († 26 juin 2016).
  - Ken Pogue, acteur canadien († 15 décembre 2015).
  - Yánnis Spanós, compositeur et parolier grec († 31 octobre 2019).
- 27 juillet :
  - André Abadie, joueur de rugby à XV français († 6 janvier 2020).
  - Pietro Chiodini, coureur cycliste italien († 28 août 2010).
- 28 juillet : Bud Luckey, animateur, dessinateur, chanteur, musicien, compositeur et acteur américain († 24 février 2018).
- 29 juillet :
  - Bernard Aubertin, plasticien français († 31 août 2015).
  - Albert Friedrich Speer, architecte et urbaniste allemand († 15 septembre 2017).
- 30 juillet : André Prévost, compositeur et professeur de musique canadien († 27 janvier 2001).
- 31 janvier : Gilles Dreu, chanteur français († 7 janvier 2025).

## Août
- 1er août : Henri de Wailly, historien français († 3 août 2023).
- 2 août :
  - Valeri Bykovski, cosmonaute soviétique puis russe († 27 mars 2019).
  - Carl Cain, joueur américain de basket-ball († 2 juin 2024).
- 3 août : Jonas Savimbi, chef nationaliste angolais († 22 février 2002).
- 6 août : Edmond Simeoni, homme politique français († 14 décembre 2018).
- 8 août :
  - Claudio Hummes, cardinal brésilien, préfet de la Congrégation pour le clergé † 4 juillet 2022).
  - Sam Nzima, photographe sud-africain († 12 mai 2018).
- 9 août : Yves Coppens, paléontologue et paléoanthropologue français († 2 juin 2022).
- 11 août :
  - Jacques Faivre, évêque catholique français († 13 août 2010).
  - Pierre Lohner, peintre et dessinateur français († 3 novembre 2008).
  - Piet van Est, coureur cycliste néerlandais  († 17 octobre 1991).
- 15 août :
  - Nino Ferrer, auteur-compositeur-interprète français († 13 août 1998).
  - André Bo-Boliko Lokonga, homme d'État congolais († 30 mars 2018).
  - Louis Levacher, peintre et sculpteur français († 7 mars 1983).
- 16 août :
  - Pierre Richard, comédien français.
  - Ed van Thijn, homme politique néerlandais († 19 décembre 2021).
- 17 août : Miguel Primo de Rivera, avocat et homme politique espagnol † 3 décembre 2018).
- 18 août :
  - Vincent Bugliosi, procureur américain († 6 juin 2015).
  - Paloma Gómez Borrero, journaliste espagnole († 24 mars 2017).
  - Roberto Clemente, joueur de baseball portoricain († 31 décembre 1972).
- 19 août : Gordon Bell, ingénieur informatique américain († 17 mai 2024).
- 20 août : Sam Panopoulos, cuisinier et homme d'affaires canadien d’origine grecque († 8 juin 2017).
- 22 août : Simeon Daniel, homme politique christophien († 27 mai 2012).
- 23 août :
  - Flavio Emoli, footballeur italien († 5 octobre 2015).
  - Eduardo González Pálmer, footballeur mexicain († 21 février 2022).
  - Carlos Amigo Vallejo, cardinal espagnol, archevêque de Séville († 27 avril 2022).
- 24 août : Kenny Baker, acteur britannique († 13 août 2016).
- 25 août : Hachemi Rafsandjani, homme d'État iranien, président de la république islamique d'Iran († 8 janvier 2017).
- 26 août : Masayoshi Takemura, homme politique japonais († 28 septembre 2022).
- 29 août : 
  - Michel Autrand, historien français de la littérature († 10 août 2022).
  - David Pryor, homme politique démocrate américain (20 avril 2024).
- 30 août : 
  - Robert Basauri, joueur de rugby à XV français († 7 février 2015).
  - Jean-Guy Gendron, joueur et entraîneur-chef professionnel canadien de hockey sur glace († 30 juin 2022).
  - Grozdana Olujić, écrivaine, traductrice, éditrice et critique serbe († 16 mars 2019).
  - Zdena Frýbová, écrivaine et publiciste tchèque.

## Septembre
- 1er septembre :
  - Léon Mébiame Mba, homme politique gabonais († 18 décembre 2015).
  - Gilbert Moevi, footballeur français († 26 février 2022).
- 2 septembre : Chuck McCann, acteur, réalisateur, et producteur américain († 8 avril 2018).
- 3 septembre : Lucien Muller, joueur et entraîneur de football français.
- 4 septembre :
  - Yves Milet-Desfougères, peintre et graveur français  († 18 février 2022).
  - Juraj Herz, réalisateur, acteur et scénariste tchécoslovaque puis slovaque († 8 avril 2018).
  - Edouard Khil, chanteur baryton russe († 4 juin 2012).
  - Antoine Redin, joueur et entraîneur de football français († 27 août 2012).
  - Helga Ruebsamen, femme de lettres néerlandaise († 8 novembre 2016).
- 5 septembre :
  - Iouri Afanassiev, historien et homme politique soviétique puis russe († 14 septembre 2015).
  - Paul Josef Cordes, cardinal allemand, président du Conseil pontifical Cor Unum. († 15 mars 2024).
  - Alejandro Sieveking, dramaturge, metteur en scène et acteur chilien († 5 mars 2020).
- 7 septembre : 
  - Omar Karamé, homme politique libanais († 1er janvier 2015).
  - Mary Bauermeister, artiste allemande († 3 mars 2023).
- 8 septembre : 
  - Peter Maxwell Davies, compositeur et chef d'orchestre anglais († 14 mars 2016).
  - Guitar Shorty (David-William Kearney), guitariste américain de blues († 20 avril 2022).
- 9 septembre :
  - Nicholas Liverpool, homme politique dominiquais († 1er juin 2015).
  - Waldo Machado, footballeur international brésilien († 25 février 2019).
- 10 septembre :
  - James Oberstar, homme politique américain († 3 mai 2014).
  - Rudolfine Steindling, femme d'affaires autrichienne († 27 octobre 2012).
- 11 septembre : 
  - Ion Panțuru, bobeur roumain († 17 janvier 2016).
  - Kallistos Ware, évêque métropolite de l'église Orthodoxe dépendant du Patriarcat œcuménique de Constantinople († 24 août 2022).
- 13 septembre : William Tripp Woolsey, nageur américain († 25 juin 2022).
- 14 septembre : 
  - Sarah Kofman, philosophe et écrivaine française († 15 octobre 1994).
  - Kate Millett, écrivaine féministe, peintre, sculptrice, réalisatrice et photographe américaine († 6 septembre 2017).
- 15 septembre :
  - Guy Cavagnac, réalisateur et producteur français († 7 janvier 2022).
  - Iaia Fiastri, auteur comique, scénariste et parolière italienne († 28 décembre 2018).
- 16 septembre :
  - Ronnie Drew, chanteur et musicien irlandais († 16 août 2008).
  - Elgin Baylor, joueur de basket-ball américain († 22 mars 2021).
- 18 septembre : Kurt Malangré, homme politique allemand († 4 octobre 2018).
- 20 septembre :
  - Sophia Loren, actrice italienne.
  - Mario Schifano, peintre et collagiste de tradition postmoderne italien († 26 janvier 1998).
- 21 septembre :
  - Leonard Cohen, poète, écrivain, chanteur et compositeur canadien († 7 novembre 2016).
  - David J. Thouless, universitaire et physicien britannique († 6 avril 2019).
- 22 septembre : 
  - Lute Olson, joueur de basket-ball américain († 27 août 2020).
  - Philippe Bruneau, musicien canadien († 8 août 2011).
- 23 septembre :
  - Pierre-Étienne Laporte, homme politique canadien († 30 janvier 2020).
  - Per Olov Enquist, écrivain, dramaturge, scénariste et journaliste suédois († 25 avril 2020).
  - Franc Rodé, cardinal slovène, préfet de la Congrégation pour les instituts de vie consacrée et les sociétés de vie apostolique.
- 24 ou 28 septembre : Georges de Paris, tailleur franco-américain († 13 septembre 2015).
- 26 septembre : Francisco Ada, américain, premier lieutenant-gouverneur des Îles Mariannes du Nord († 2 mars 2010).
- 27 septembre :
  - Wilford Brimley, acteur américain († 1er août 2020).
  - Ib Glindemann, compositeur et acteur danois († 5 avril 2019).
- 28 septembre :
  - Rolf Aamot, peintre, réalisateur, photographe et compositeur norvégien († 26 février 2024).
  - Brigitte Bardot, actrice française.
  - Ghislain Dufour, président du Conseil du patronat du Québec de 1986 à 1997 († 16 juillet 2023).
  - Jean Louvet, écrivain et dramaturge belge († 29 août 2015).
- 29 septembre : 
  - Michael J. Belton, astronome américain († 4 juin 2018).
  - Kim Ki-duk, réalisateur sud-coréen († 7 septembre 2017).
  - Joseph Untube N'singa Udjuu, homme politique congolais († 24 février 2021).
- 30 septembre :
  - Jacques Boyon, haut fonctionnaire et homme politique français († 15 janvier 2019).
  - Enzo Degani, helléniste italien († 23 avril 2000).
  - Anna Kashfi, actrice anglaise († 21 août 2015).

## Octobre
- 1er octobre : Margaret Norrie McCain, lieutenant-gouverneur du Nouveau-Brunswick.
- 2 octobre :
  - Ahmed Cherkaoui, peintre et plasticien marocain († 17 août 1967).
  - Richard Scott, juge britannique.
  - Lord Tanamo, chanteur et auteur de mento et de ska († 19 avril 2016).
- 4 octobre : Rudolf Bkouche, mathématicien français († 6 décembre 2016).
- 5 octobre :
  - Monique Papon, femme politique française († 4 juin 2018 ou 6 juin 2018).
  - Michèle Pirazzoli-T'Serstevens, spécialiste française de l'art et de l'archéologie de la Chine et directrice d'études à l'École pratique des hautes études († 25 juillet 2018).
- 6 octobre : Marshall Rosenberg, psychologue américain († 7 février 2015).
- 7 octobre : Willie Naulls, joueur de basket-ball américain († 22 novembre 2018).
- 8 octobre : 
  - Martin Lippens, joueur et entraîneur de football belge († 2 novembre 2016).
  - Chu Yuan, réalisateur hongkongais († 21 février 2022).
- 9 octobre :
  - Jill Ker Conway, écrivaine australo-américaine († 1er juin 2018).
  - Harald Grønningen, fondeur norvégien († 26 août 2016).
- 12 octobre : Pino Caruso, acteur, animateur de télévision et écrivain italien († 7 mars 2019).
- 13 octobre :
  - Jack Colvin, acteur américain († 1er décembre 2005).
  - Roland Gräf, réalisateur, chef opérateur et scénariste est-allemand puis allemand († 11 mai 2017).
  - Mary Griffith, militante américaine pour les droits des homosexuels († 7 février 2020).
  - Serge Kampf, homme d'affaires français d'origine suisse († 15 mars 2016).
  - Nana Mouskouri, chanteuse grecque.
- 14 octobre : Ljuba, peintre surréaliste serbe († 12 août 2016).
- 15 octobre :
  - Fritz Pfenninger, coureur cycliste suisse († 12 mai 2001).
  - N. Ramani, joueur de flûte carnatique indien († 9 octobre 2015).
- 17 octobre : Rico Rodriguez, tromboniste jamaïcain d'origine cubaine († 4 septembre 2015).
- 18 octobre : Sylvie Joly, actrice et humoriste française(† 4 septembre 2015).
- 19 octobre : Eva-Maria Hagen, actrice et cantatrice est-allemande puis allemande († 16 août 2022).
- 20 octobre :
  - Jean Bissonnette, réalisateur et producteur de télévision québécois († 29 mars 2016).
  - Michael Dunn, acteur et chanteur américain († 29 août 1973).
- 23 octobre :
  - Lucien Fruchaud, évêque catholique français, évêque de Saint-Brieuc.
  - Caitro Soto, musicien et compositeur péruvien († 19 juillet 2004).
- 24 octobre :
  - Jacques Berthelet, évêque canadien († 25 janvier 2019).
  - Fritz Briel, kayakiste allemand († 15 mars 2017).
  - Ludovic Janvier, romancier, essayiste, nouvelliste et poète français († 20 janvier 2016).
- 26 octobre :
  - Rod Hundley, basketteur américain et commentateur à la télévision († 27 mars 2015).
  - Bernard Joly, homme politique français († 10 janvier 2020).
  - Jacques Loussier, pianiste et compositeur français († 5 mars 2019).
  - Joseph Moreira, footballeur |français († 4 juillet 1991).
  - Pepe Sánchez, acteur et réalisateur colombien († 21 décembre 2016).
- 27 octobre :
  - Robert Capia, acteur et antiquaire français († 1er octobre 2012).
  - Ivan Jullien, trompettiste, compositeur, arrangeur et chef d'orchestre français († 3 janvier 2015).
  - Barre Phillips, contrebassiste de jazz américain († 28 décembre 2024).
  - Elías Querejeta, cinéaste et footballeur espagnol († 9 juin 2013).
- 28 octobre : Julio Jiménez Munoz, coureur cycliste espagnol professionnel de 1959 à 1969 († 8 juin 2022).

- 29 octobre :
  - François Aubrun, peintre français († 5 février 2009).
  - Richard de Sayn-Wittgenstein-Berlebourg, chef de la Maison de Sayn-Wittgenstein et mari de la princesse Benedikte de Danemark († 13 mars 2017).
- 30 octobre : Hamilton Camp, acteur britannique († 2 octobre 2005).
- 31 octobre : Fillie Lyckow, actrice de cinéma et de télévision suédoise († 2 avril 2015).

## Novembre
- 1er novembre :
  - Nicholas Gargano, boxeur britannique († 11 avril 2016).
  - Raymond Mastrotto, coureur cycliste français († 11 mars 1984).
- 3 novembre : Olghina di Robilant, journaliste et écrivaine italienne († 26 novembre 2021).
- 4 novembre :
  - Tommy Abbott, acteur, danseur et chorégraphe américain († 8 avril 1987).
  - Fermín Murillo, matador espagnol († 29 octobre 2003).
  - Miroslav Ondříček, directeur de la photographie tchécoslovaque puis tchèque († 28 mars 2015).
- 5 novembre :
  - Victor Argo, acteur américain († 7 avril 2004).
  - Kira Mouratova, réalisatrice, scénariste et actrice roumaine puis soviétique et enfin ukrainienne († 6 juin 2018).
- 6 novembre : David Ramsbotham, militaire et homme politique britannique († 13 décembre 2022).
- 7 novembre : 
  - Oqtay Agayev, chanteur soviétique azerbaïdjanais († 14 novembre 2006).
  - Adrien Duvillard, skieur français († 14 février 2017).
- 9 novembre :
  - Juan Luis Buñuel, réalisateur et scénariste français († 6 décembre 2017).
  - Ronald Harwood, auteur, dramaturge et scénariste sud-africain anglophone († 8 septembre 2020).
  - Carl Sagan, écrivain et astronome américain († 20 décembre 1996).
  - Tenguiz Sigoua, homme politique soviétique puis géorgien († 21 janvier 2020).
  - Jean-Pierre Soisson, homme politique français († 27 février 2024).
- 10 novembre : Richard Bradford, acteur américain († 22 mars 2016).
- 11 novembre : Elżbieta Krzesińska, athlète polonaise, spécialiste du saut en longueur († 29 décembre 2015).
- 12 novembre : 
  - Vavá, footballeur brésilien († 19 janvier 2002).
  - Charles Manson, criminel américain († 19 novembre 2017).
- 13 novembre : Garry Marshall, acteur, réalisateur, scénariste et producteur américain († 19 juillet 2016).
- 14 novembre :
  - Dave Mackay, joueur et entraîneur de football écossais († 2 mars 2015).
  - Ellis Marsalis Jr., pianiste et professeur de jazz américain († 1er avril 2020).
- 15 novembre :
  - Farid Belkahya, peintre marocain († 25 septembre 2014).
  - Maluda, peintre portugais († 10 février 1999).
  - Grégoire Pierre XX Ghabroyan, prélat de l'Église catholique arménienne († 25 mai 2021).
  - Joanna Barnes, actrice et romancière américaine († 29 avril 2022).
  - Martin Bangemann, homme politique allemand († 29 juin 2022).
- 16 novembre : Guy Stockwell, acteur américain († 6 février 2002).
- 17 novembre : 
  - Alan Curtis, claveciniste, musicologue et chef d'orchestre spécialisé dans l'opéra baroque († 15 juillet 2015).
  - Maurice Maréchal, tambourinaire et compositeur français († 2014).
- 19 novembre :
  - Kurt Hamrin, Footballeur international suédois († 4 février 2024).
  - Joanne Kyger, poétesse américaine († 22 mars 2017).
  - David Matthias Lloyd-Jones, chef d'orchestre britannique spécialiste de musique britannique et russe († 8 juin 2022).
  - Sam Szafran, peintre français († 14 septembre 2019).
- 21 novembre :
  - Jack Kehoe, acteur américain († 14 janvier 2020).
  - Howard Pawley, premier ministre du Manitoba († 30 décembre 2015).
- 24 novembre :
  - Sophie Daumier, actrice et humoriste française († 31 décembre 2003).
  - Alfred Schnittke, compositeur soviétique d'origine allemande († 3 août 1998).
  - Klaus Bugdahl, coureur cycliste allemand († 15 août 2023).
- 26 novembre : 
  - Elisabeth Gantt, botaniste américaine.
  - Raymond Maillet, homme politique français († 5 août 1984).
  - Charles-Michel Marle, mathématicien français.
  - Jamshid Mashayekhi, acteur et personnalité du cinéma iranien († 2 avril 2019).
- 27 novembre : François Gantheret, psychanalyste et écrivain français († 25 décembre 2018).
- 28 novembre : 
  - Gato Barbieri, saxophoniste de jazz argentin († 2 avril 2016).
  - Pierre Joxe, homme politique français.
- 29 novembre : Nicole Quétin, peintre, lithographe et graveuse française († 1er décembre 2013).
- 30 novembre : 
  - Marcel Prud'homme, sénateur et politicien canadien († 25 janvier 2017).
- ? novembre : Sadek al-Azem, philosophe syrien († 11 décembre 2016).

## Décembre
- 1er décembre :
  - Jean Namotte, homme politique belge († 6 avril 2019).
  - Billy Paul, chanteur américain († 24 avril 2016).
- 2 décembre : Tarcisio Bertone, religieux italien, cardinal secrétaire d'État de la Curie romaine depuis le 15 septembre 2006.
- 3 décembre : Viktor Gorbatko, cosmonaute soviétique († 17 mai 2017).
- 4 décembre : Riccardo Tommasi Ferroni, peintre italien († 19 février 2000).
- 5 décembre : Joan Didion, écrivaine et journaliste américaine († 23 décembre 2021).
- 6 décembre : Nick Bockwinkel, catcheur américain († 14 novembre 2015).
- 8 décembre :
  - Shunji Fujimura, acteur Seiyū (comédien de doublage) et chorégraphe japonais († 25 janvier 2017).
  - Yvon Trudel, réalisateur canadien († 23 avril 2018).
- 9 décembre : 
  - Alan Ridout, compositeur britannique († 19 mars 1996).
  - Judi Dench, actrice britannique.
- 11 décembre : Mike Nykoluk, joueur puis entraîneur de hockey sur glace canadien († 31 janvier 2022).
- 12 décembre :
  - José Lothario, catcheur (lutteur professionnel) et entraîneur de catch mexicain († 6 novembre 2018).
  - Miguel de la Madrid, homme politique mexicain, président du mexique de 1982 à 1988 († 1er avril 2012).
  - R. Toros, sculpteur français († 29 juillet 2020)
- 13 décembre :
  - Antoinette Rodez Schiesler, chimiste américaine († 8 avril 1996).
  - Mary Ann Shaffer, écrivaine américaine († 16 février 2008).
- 14 décembre : Arsenio Chirinos, coureur cycliste vénézuélien († 13 octobre 2015).
- 15 décembre : Stanislaw Chouchkievitch, physicien nucléaire et homme politique biélorusse († 3 mai 2022).
- 16 décembre :
  - El Hadi Khediri, homme politique algérien († 28 novembre 2011).
  - Louis Waldon, acteur américain († 6 décembre 2013).
- 17 décembre :
  - Irving Petlin, peintre américain († 1er septembre 2018).
  - Ray Wilson, footballeur anglais († 15 mai 2018).
- 18 décembre :
  - Boris Volynov, cosmonaute soviétique.
  - Osanne (Osanne Marie Louise Nègre), peintre, graveuse, décoratrice et costumière de théâtre française († 14 janvier 2020).
- 19 décembre :
  - Gérard César, homme politique français († 8 mai 2024).
  - Al Kaline, joueur de baseball américain († 6 avril 2020).
  - Pratibha Patil, femme politique indienne, ancienne présidente de l'Inde.
- 20 décembre :
  - Marcel Froissart, physicien français († 21 octobre 2015).
  - Julius Riyadi Darmaatmadja, cardinal indonésien, archevêque de Jakarta.
- 22 décembre :
  - Pierre Bouteiller, homme de télévision et de radio français († 10 mars 2017).
  - Samuel Edimo, footballeur camerounais († 1997).
  - David Pearson, pilote américain de NASCAR († 12 novembre 2018).
- 23 décembre : Claudio Scimone, chef d'orchestre italien († 6 septembre 2018).
- 24 décembre : René Garrec, homme politique français († 12 octobre 2023).
- 25 décembre : John Ashley, acteur, chanteur et producteur américain († 3 octobre 1997).
- 27 décembre : 
  - Nikolaï Slitchenko, directeur artistique du théâtre tzigane Romen de Moscou († 2 juillet 2021).
  - Jeffrey Sterling, homme d'affaires britannique.
  - Christopher Benjamin, acteur britannique († 10 janvier 2025).
- 28 décembre : 
  - Zohra Drif, femme politique algérienne.
  - Maggie Smith, actrice britannique († 27 septembre 2024).
  - David Warrilow, acteur anglais d'origine irlandaise († 17 août 1995).
- 29 décembre : Max Schoendorff, peintre, graveur, illustrateur et scénographe français († 20 octobre 2012).
- 30 décembre :
  - Joseph Bologna, acteur, scénariste, producteur et réalisateur américain († 13 août 2017).
  - Lily Safra Watkins, philanthrope et milliardaire brésilienne naturalisée monégasque († 9 juillet 2022).

## Date précise inconnue
- Helena Almeida,  photographe et artiste visuelle portugaise († 25 septembre 2018).
- Abderrezak Bouhara, homme politique algérien († 10 février 2013).
- Barthélémy Kotchy, universitaire, écrivain et homme politique ivoirien († 19 janvier 2019).
- Brigitte Rabald, chanteuse allemande († 2 septembre 2019).
- Abdel Rahman Swar al-Dahab, homme d'État soudanais († 18 octobre 2018).
- Elena Palumbo Mosca, artiste italienne collaboratrice d'Yves Klein et plongeuse championne d'Italie.
- Hadja Andrée Touré, Ancienne Première dame de Guinée, et veuf de Sekou Touré.